# Франсиско Пагаса
Франсиско Пагасауртундуа Гонсалес-Муррьєта (ісп. Francisco Pagazaurtundúa González-Murrieta), більш відомий як Франсиско Пагаса (30 жовтня 1895, Сантурці — 18 листопада 1958, Мадрид) — іспанський футболіст, що грав на позиції нападника. По завершенні ігрової кар'єри — тренер.
Виступав, зокрема, за клуб «Атлетіко», а також національну збірну Іспанії.

## Клубна кар'єра
Син архітектора і викладача фортепіано. У дорослому футболі дебютував 1912 року виступами за «Аренас» (Гечо), з яким у 1919 році виграв чемпіонат Біскайї, а також Кубок Іспанії. Крім того недовго Пагаса пограв за столичний «Атлетіко».

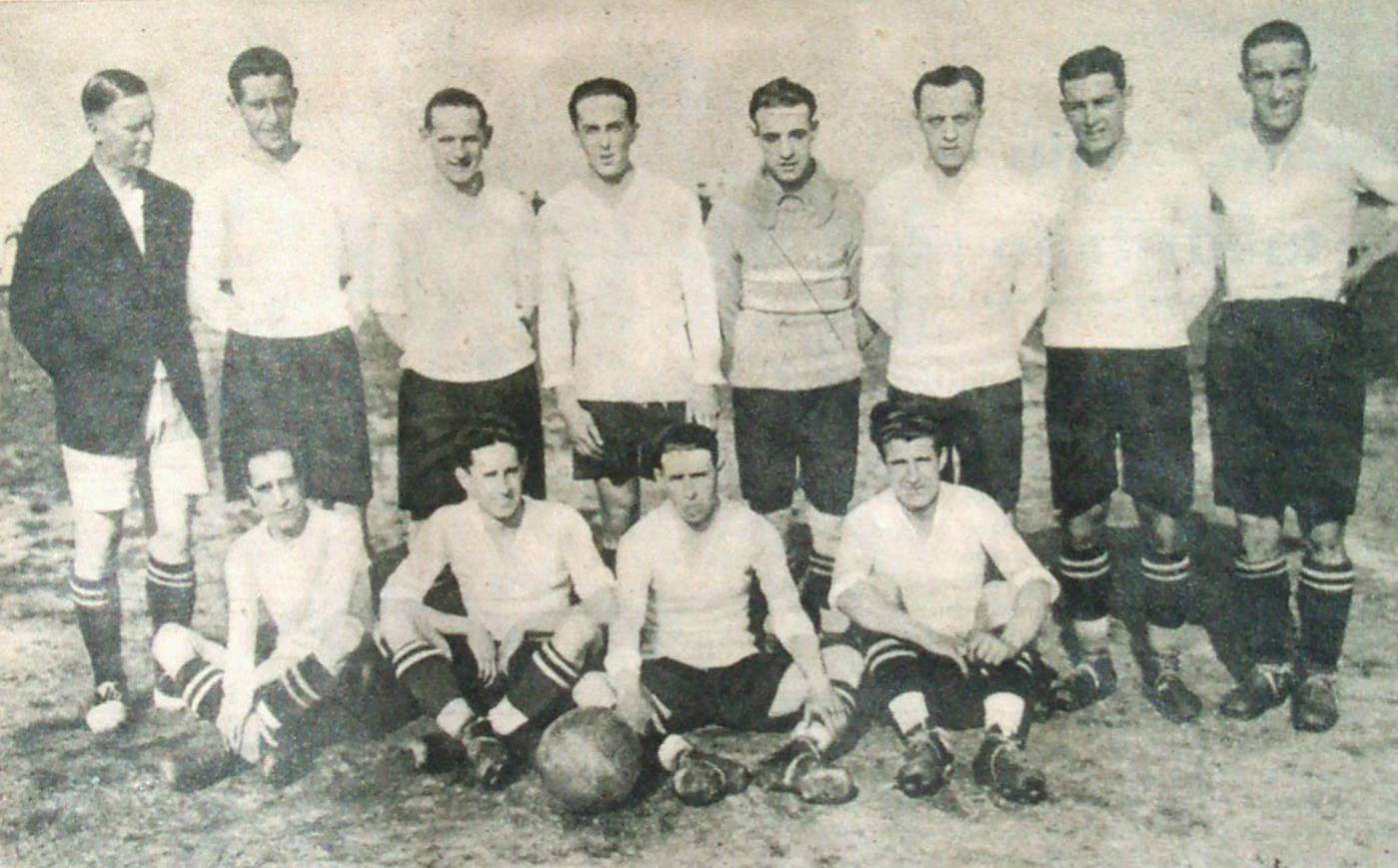
«Расінг» (Сантандер) у 1922 році. Пагаса праворуч від воротаря.

З 1920 року працював на верфі в Сантандері, оскільки іспанський футбол ще не був професійним, тому перейшов у місцевий клуб «Расінг», де з невеликою перервою на гру за клуб «Хімнастіка Торрелавега» грав до 1927 року.
Завершив професійну ігрову кар'єру у клубі «Расінг Мадрид», за команду якого виступав протягом 1927—1928 років.

## Виступи за збірну
Пагаса був одним із членів першої іспанської збірної в історії, яка зіграла на Олімпійських іграх в Антверпені 1920 року. , Де він виграв срібну медаль . Франсиско дебютував за «червону фурію» 28 серпня 1920 року в матчі проти Данії у Брюсселі і зіграв на тому турнірі у чотирьох матчах, ставши олімпійським срібним призером. Протягом кар'єри у національній команді, яка тривала 3 роки, провів у формі головної команди країни 7 матчів.
Протягом всієї своєї кар'єри він також входив в склад регіональної збірної Півночі, яка в 1915 році виграла Кубок принца Астурійського, турнір, організований іспанською федерацією футболу серед регіональних федерацій країни.
Згодом, 9 березня 1924 року, він зіграв у історичному першому матчі збірної Кантабрії, в якій її команді розгромила збірну Арагону 3:0.

## Кар'єра тренера
Розпочав тренерську кар'єру невдовзі по завершенні кар'єри гравця, 1929 року, очоливши тренерський штаб клубу «Расінг». 1930 року став головним тренером команди «Осасуна», тренував клуб з Памплони один рік.
Згодом протягом 1932—1933 років знову очолював тренерський штаб «Расінга», після чого прийняв пропозицію попрацювати у клубі «Спортінг» (Хіхон). Залишив клуб з Хіхона 1934 року.
Під час громадянської війни протягом одного року, починаючи з 1937, був головним тренером команди «Мальорка».
1941 року втретє був запрошений керівництвом клубу «Расінг» очолити команду, з якою пропрацював до 1943 року.
1944 року очолив «Еркулес», якому допоміг за результатами сезону 1944/45 вийти до Ла Ліги, проте у наступному сезоні через невдалі результати був звільнений ще по ходу турніру.
Останнім місцем тренерської роботи був клуб «Ельче».
Помер 18 листопада 1958 року на 64-му році життя у місті Мадрид.

## Титули і досягнення
- Володар Кубка Іспанії (1):

«Аренас» (Гечо): 1919
- Срібний олімпійський призер: 1920